# Толофон
Толофон (на гръцки: Τολοφών, Ветреница, до 1927 година Βιτρινίτσα) е село в Континентална Гърция. Има население от 539 души (2011).

## География
Селото е разположено на западната граница на дем Дорида, на 44,5 км от Навпакт и на 6 км от Ератини. 

## История
В района на Толофон са разкрити циклопски стени от микенския период. През класическия период в района се намира Еантия, западна Локрида. 
Средновековното си име Ветреница, понякога изписвано и като Ведриница или Видриница (от вятър, ветровито място), селото получава след славянското заселване на Балканския полуостров. Името се споменава в запазено писмено свидетелство като едно от местата, разграбени от норманите през 1147 г. След превземането на Константинопол от кръстоносците през 1204 г. Ветреница е в състава на Графство Салона. В района се намират руини от малък франкски замък, а след битката при Алмирос Ветреница е кастилски феод начело с кастелан.
Османците превземат Ветреница през 1394 г., а след това Ветреница е под контрола на деспота на Морея Тодор I Палеолог от 1397 г. Последният го отстъпва, заедно с цялото графство Салона, на рицарите хоспиталиери през 1403 – 04 г. Османците си връщат района скоро след това, но отстъпват Ветреница на Венецианската република, явно не можейки да я удържат. През 1445 г. деспотът на Морея Константин Палеолог окупира замъка и пристанището, а малко след това цялата област най-накрая попада окончателно под османски контрол, за да стане съставна част от Инебахти. 